# فرودگاه صحرایی لوید استریمن
فرودگاه صحرایی للوید استریمن (به انگلیسی: Lloyd Stearman Field) یک فرودگاه همگانی با کد یاتا 1K1 است که یک باند فرود آسفالت دارد و طول باند آن ۱۵۵۴ متر است. این فرودگاه در کشور ایالات متحده آمریکا قرار دارد و در ارتفاع ۴۱۵٫۷ متری از سطح دریا واقع شده است.